# Gongora aromatica
Gongora aromatica là một loài lan.